# ONE PIECE STAMPEDE
『ONE PIECE STAMPEDE』（ワンピース スタンピード）は、2019年8月9日に公開された日本のアニメーション映画。漫画『ONE PIECE』を原作としたテレビアニメの劇場版第14作。

## 概要
テレビアニメ放送20周年記念作品。世界一の祭典「海賊万博」に集結した海賊たちによるお宝争奪戦が描かれる。キャッチコピーは「熱狂の渦へ向かえ」「時代の覇権を巡る熱狂、開幕。」「立ち上がれ、全勢力。」。
原作者の尾田栄一郎は監修として制作に参加し、原作キャラクターの衣装やオリジナルキャラクターのデザインを手掛けている。監督は2017年放送のスペシャルアニメ『エピソードオブ東の海』の監督を務めた大塚隆史。脚本は大塚と2015年放送のスペシャルアニメ『アドベンチャー オブ ネブランディア』の脚本を担当した冨岡淳広。
テレビシリーズでは、2019年7月28日から2週にわたり、映画と連動した特別編が放送された（詳細は後述）。
本作では『ONE PIECE FILM STRONG WORLD』以降の劇場版で冠されている「ONE PIECE FILM」シリーズには含まれない。

## ストーリー
新世界の「デルタ島」。この島で海賊の一大イベント「海賊万博」が開催された。主催者は、フェスティバル海賊団の船長で「祭り屋」と称される海賊ブエナ・フェスタ。余興として海賊王ゴールドロジャーにまつわる宝探しが行われるということもあり、島にはルフィ達麦わらの一味や最悪の世代をはじめ、大勢の海賊が集結していた。
海賊万博が盛り上がる中、ゴールドロジャーにまつわる宝探しが開幕。島の中央湖で突如、突き上げる海流(ノックアップ・ストリーム)が発生し、巨大なシャボンに包まれた島が姿を現す。ロジャーの宝がその島にあると踏んだ海賊たちは、次々と船で突き上げる海流を上り始める。ルフィ達もサニー号で海流を上るが、その最中に突然船内に、最悪の世代の一人であるトラファルガー・ローが姿を現す。ローは何者かにやられた様子でボロボロになっており、ルフィ達に今すぐ島を出るように警告するが、ルフィはそれに反し前に進むことを決める。ローの言葉を聞いたロビンは、海賊万博の裏に何か罠があると睨み、サンジやブルックと共にローに同行し、主催者のフェスタのところに向かう。
ルフィ達はシャボン内の島に着くと、宝を巡って他の大勢の海賊達と熾烈な争奪戦を繰り広げる。そんな中、皆を出し抜いて一人の海賊が宝を手にした。今や王下七武海となり、海賊万博で警備をしていたバギーだった。その頃、島の地下にあるフェスタの隠れ家に向かったロビン達は、そこでフェスタの会話を盗み聞きし、デルタ島に海軍の無差別殲滅攻撃「バスターコール」を誘発するという衝撃の事実を知る。その事実をルフィ達に知らせるべく慌てて地上に戻ろうとするが、そこで海賊万博に潜入していた海軍中将スモーカーと鉢合わせてしまう。一方地上では、突如巨大なガレオン船が飛んできてシャボンの島を破壊し、大混乱に陥っていた。ガレキと化した島は地上に落下し、島にいた海賊達も次々と落下した。その落下に巻き込まれ、バギーはロジャーの宝を落としてしまう。
地上に落下後、何とか事なきを得たルフィ達は、そこに巨大な人影が立っていることに気付く。そこに立っていたのはダグラス・バレット。ロジャー海賊団の元船員で、「鬼の跡目」と呼ばれていた大海賊だった。その片手にはロジャーの宝が握られていた。ルフィ、ゾロ、キッド、キラー、ロー、ドレーク、ホーキンス、アプー、ウルージ、ボニー、ベッジら最悪の世代がバレットに立ち向かうが、バレットはその規格外の強さでたった一人で全員を圧倒する。さらにガシャガシャの実の力で巨大なロボットのような姿になり、なおも立ち向かおうとするルフィ達を叩きのめした。
その後バレットは能力を覚醒させ、島中のガレキを取り込み超巨大な岩の怪物と化した。その圧倒的な力の前に海軍はついにバスターコールの発動を決定する。そして同じ頃、七武海のハンコック、CP0のロブ・ルッチ、革命軍のサボがそれぞれの目的の為にデルタ島を訪れていた・・・。

## 登場人物

### 麦わらの一味
劇中では麦わらの一味が「宝探し服」と「夏休み服」という衣装を着る。衣装デザインは、原作者・尾田の監修のもと、ユニクロのTシャツブランド「UT」デザインチームと東映アニメーションが協力して制作した。「宝探し服」は尾田がイラストを書き下ろした。「夏休み服」は、映画冒頭で一味が夏休みを満喫しているシーンで登場する。
作中には一味の海賊船サウザンドサニー号の「フライングモデル」が登場する（モデルはコウテイペンギン）。
- モンキー・D・ルフィ - 田中真弓
- ロロノア・ゾロ - 中井和哉
- ナミ - 岡村明美
- ウソップ - 山口勝平
- サンジ - 平田広明
- トニートニー・チョッパー - 大谷育江
- ニコ・ロビン - 山口由里子
- フランキー - 矢尾一樹
- ブルック - チョー

### 原作キャラクター
劇場版『ONE PIECE』では過去最多の200名以上のキャラクター（テレビアニメや劇場版のオリジナルキャラクターも含む）が登場。
最悪の世代、サボ、ハンコック、バギー、クロコダイル、ルッチは映画オリジナル衣装で登場。スモーカーとたしぎは潜入任務のため海賊の衣装を着ている。
最悪の世代
- トラファルガー・ロー - 神谷浩史
- ユースタス・キッド - 浪川大輔
- キラー - 浜田賢二
- ジュエリー・ボニー - 高木礼子
- カポネ・ベッジ - 龍田直樹
- バジル・ホーキンス - 宗矢樹頼
- スクラッチメン・アプー - 真殿光昭
- ウルージ - 楠大典
- X・ドレーク - 竹本英史

王下七武海
- バギー - 千葉繁
- ボア・ハンコック - 三石琴乃
- ジュラキュール・ミホーク - 掛川裕彦

海軍
- スモーカー - 大場真人
- 藤虎（イッショウ） - 沢木郁也
- 黄猿（ボルサリーノ） - 置鮎龍太郎
- サカズキ - 立木文彦
- たしぎ - 野田順子
- ヒナ - 中友子
- コビー - 土井美加
- ヘルメッポ - 永野広一
- 戦桃丸 - 伊倉一恵
- モンキー・D・ガープ - 中博史
- センゴク - 大川透
- バスティーユ - 小山剛志
- ブランニュー - 山田真一
- モモンガ - 太田真一郎
- メイナード - 花田光
- ドーベルマン - 竹本英史
- ダルメシアン - 服巻浩司

革命軍
- サボ - 古谷徹

CP-0
- ロブ・ルッチ - 関智一

バギーズデリバリー
- モージ - 宗矢樹頼
- リッチー - 稲田徹
- カバジ - 遠藤守哉
- アルビダ - 松岡洋子
- Mr.3（ギャルディーノ） - 檜山修之

麦わら大船団
- バルトロメオ - 森久保祥太郎
- キャベンディッシュ - 石田彰

ロジャー海賊団
- ゴール・D・ロジャー - 津嘉山正種
- シルバーズ・レイリー - 園部啓一

その他
- マーシャル・D・ティーチ - 大塚明夫
- クロコダイル - 大友龍三郎
- フォクシー - 島田敏
- ワポル - 島田敏
- ペローナ - 西原久美子
- モルガンズ - 加瀬康之
-  ??? - 古川登志夫

### オリジナルキャラクター
ダグラス・バレット
声 - 磯部勉
元ロジャー海賊団の一員で、「“鬼”の跡目」と呼ばれた男。45歳。笑い声は「カハハハ」。
上半身が盛り上がった強靭な筋肉に覆われた筋骨隆々の大男。いくつもの褒章がついた黒い軍服を着ており、襟元にはかつて所属していた軍隊「ガルツフォース」の襟章、左腕にはガルツフォースを示す「GF」の腕章がある。耳にはサプレッサーイヤーマフを着用。右耳がちぎれており、左肩には過去のバスターコールで受けた大きな火傷痕がある。他にも歴戦でついた無数の傷がある。インペルダウンLEVEL6の脱獄囚であり、国家戦力級の戦闘力を持つ。過去の経験から己の力のみを信じており、自らのためだけに「強さ」を求めている。そのため部下は一切持っておらず、仲間は弱者と見なしその存在を完全に否定している。シンボルは黒いドクロの周囲に9つの星が描かれたマーク。
超人系悪魔の実「ガシャガシャの実」の能力者。触れた無機物を合体させ、変形させることができる「合体人間」。物を自身の肉体と合体させたり、無機物同士を合体させて新たな武器を生み出したりできる。能力は「覚醒」しており、合体させられる範囲を島全体にまで広げることができる。さらに合体し巨大化した体全体を纏うほどの強力な「武装色の覇気」を持ち、この異常な覇気が能力以上に厄介とされている。覇気を纏うと並の攻撃は一切通用せず、多少破損してもバレット本人にはダメージが全く及ばない。弱点は合体の再構成に時間がかかることであり、内部に異物が混じると動きが鈍くなる。「覇王色の覇気」の持ち主であり、その実力は海賊王に迫るとされている。身体能力も高く、軍艦を軽々と投げつける豪腕でルフィをはじめ億越えの賞金首たちを能力に頼らずまとめて圧倒する程である。ロジャー海賊団時代の同僚であったバギーはバレットの強さを当時のレイリーと同等だったと評している。
「偉大なる航路」にある「戦争の終わらない国」の出身であり、敵国の兵士との間に生まれたことですぐに母親に捨てられて孤児となる。敵国である軍事国家「ガルツバーグ」の軍隊「ガルツフォース」に拾われ、部隊長ダグラス・グレイの下少年兵として厳しく鍛えられた。武勲の証である「メダル」に渇望を募らせ、天才的な戦闘力でそれを手にする直前まで迫るも飛びぬけた強さから他の少年兵に裏切られ迫害を受け、それでも彼らを一網打尽にしてメダルを略奪。この経験から自らの油断や慢心、味方を信じる自分の弱さが失敗の原因だと悟り、一切の迷いなく全てを「自分の勝利」にこだわるようになり次々にメダルを獲得、やがて戦場を無双する英雄にして最強の少年兵として名を上げていき、戦場で勝ち続け強くあることに生き甲斐を見出していき、一人である事こその強さというワンマン・アーミーのアイデンティティを確立する。更にとある戦場で空腹と疲労の限界に達した際に「ガシャガシャの実」を食べて命を繋ぎ、能力を得たことでその強さはより確固たるものとなった。14歳になった頃にバレットの活躍で国は勝利に近づき、上官のダグラス・グレイは将軍に成り上がり、「戦争に勝てば戦場を離れた自由な暮らしを与える。」というダグラス将軍との約束を信じ、敵国の軍隊を降伏に追い込むがいずれ自分の地位を危ぶめることを危惧したダグラス将軍に裏切られて瀕死に追い込まれ、全てに失望し激しい怒りで暴れ回り自らの力だけで自国を滅亡させた。この「ガルツバーグの惨劇」でバレットの強さは知れ渡り、世界政府から追われる身になったことでさらなる戦いの場を求め海賊として海に出る。
15歳の頃にロジャーと出会い初の連敗を喫し、自分にはない強さをロジャーに見出してそれを突き止めていつの日かロジャーを超えるためロジャー海賊団に加入。やがて「鬼の跡目」と呼ばれるようになるがロジャーが不治の病に侵されていることを知りロジャーとの誓いを果たせないという焦りから様々な迷いを生み、ロジャーに最後の決闘を挑むも敗れ、ロジャー海賊団から独立、ロジャー処刑後は亡き者には勝てないという迷いを消し去るように暴れ回り、遂には海軍のバスターコールを受けて捕縛されインペルダウンに投獄された。
その後20年間インペルダウンLEVEL6で一人黙々と極限の集中力の中で鍛え続け、ロジャーを超えるための答えを模索し、四皇や海軍大将など全ての強者を殺し、世界最強の「海賊王」になることを決意する。2年前の黒ひげによる脱獄騒動の騒ぎに乗じて脱獄、2年後、自身と同じくロジャーに対し複雑な感情を抱くフェスタと手を組み、世界最強の野望を実現するため「海賊万博」を隠れ蓑にしたバスターコール略奪&海賊皆殺し計画を秘密裏に進めた。
お宝争奪戦が始まると軍艦を宝島に投げ飛ばし半壊させ、混乱の中宝箱を手にしたウソップに重傷を負わせて強引に宝箱を強奪し、ルフィら最悪の世代の前に姿を現して「宝が欲しければ全員まとめてかかってこい。」と挑発。最悪の世代総がかりの攻撃を物ともせず自らの強さを見せつけてギア4「スネイクマン」となったルフィとも互角以上に渡り合い、温存していたガシャガシャの実の能力でカタパルト号と合体し、「中型バレット」になると最悪の世代を叩き潰す。ルフィに止めを刺そうとするがウソップの妨害を受け、さらに海軍の艦隊が迫ると攻撃対象を変更。能力の覚醒で島中の物質を取り込み「大型バレット」へと変貌すると海軍を圧倒し、かつて自らが敗れたバスターコールを再び発動させる。復活したルフィを簡単に退けるがハンコック・クロコダイル・ローの攻撃で隙が生じ、スモーカー・サボ・ルッチの攻撃で「大型バレット」の右腕を破壊され、さらにローたちの追撃を受けてその間に力を貯めていたルフィの一撃で「大型バレット」が完全に破壊。そしてウソップがあらかじめ仕込んでいたトラップにより「中型バレット」も破壊され、生身の状態でルフィと一騎打ちとなった事で全身に覇気を纏い激突。一人であることが最強だと主張したが「この海を一人で生きている者などいない。」と叫ぶルフィの発言を聞きかつてのロジャーとの決闘の日々を思い出す。これが一瞬の隙となり、これを見逃さなかったルフィの猛攻を受けて敗れた。その後の行方は不明。

ブエナ・フェスタ
声 - ユースケ・サンタマリア（ゲスト出演）
フェスティバル海賊団船長。海賊万博の主催者。異名は「祭り屋」「最悪の戦争仕掛け人」。
アフロヘアーにひょうきんな表情が特徴の男。人々を熱狂させることを生き甲斐としている。ロジャー時代の大物海賊で、裏社会の情報屋や武器商人とも深いつながりがある。黒い噂が絶えないため、海軍だけでなく革命軍からも要注意人物としてマークされている。戦闘力は無く悪魔の実の能力者でも無いものの、自身の頭脳や口の上手さによって約50年前から活躍し、ある種の熱狂を産み出しつつ時代を駆け上がってきた。ロジャーが起こした大海賊時代を「宝探し」と称し、退屈でくだらない時代と見なしている。武器は拳銃。年齢は70代後半。
若い頃からあらゆる祭りを仕掛け、人が熱狂したときに発生する金で生きる生活を送っていた。その中でも「海賊ケンカ祭り」は最も多くの海賊を熱狂させた。人の闘争心をかきたて熱狂させることに手応えを感じ、やがて戦争を仕掛けるようになり、さらに多くの人々を熱狂させることに成功。これによりフェスタは表の世界では「祭り屋」、裏の世界では「戦争仕掛け人」と呼ばれるようになった。
24年前、ロジャーは死に際に放った一言により「大海賊時代」を巻き起こす。フェスタは祭り屋としてロジャーに敗北を感じ、どうすれば世界中を巻き込む熱狂を起こせるのかと悩むも答えは出せず、失意のうちに隠居する。それから10年以上たったある日、海難事故で海王類に食べられるが、腹の中でかつてロジャーが海に捨てたラフテルへの「永久指針」を偶然発見し、辛くも生還する。その後、インペルダウンから脱獄したバレットと出会う。彼の実力と覚悟を知り、大海賊時代を自らが起こす闘争という熱狂の新時代に塗り替えるという野望実現のため、自らの人生の全てを賭けることを決意。バレットの強さを世界中の大物海賊や海軍に示し宣戦布告するため、ロジャーが遺した宝を餌に、世界中の海賊を集めた「海賊万博」を開催する。
万博会場のメインタワーから海賊万博にやってきた海賊たちを眺め、ルフィを見つけると盛り上げ役として期待の眼差しを送る。お宝争奪戦が始まると地下のアジトに移動し、計画の準備を進める。バレットと最悪の世代の戦いが始まると、その様子をスポンサーである闇の世界の帝王たちに流し、ラフテルへの「永久指針」の存在を公表する。バレットが海軍の艦隊を圧倒する姿に歓喜すると、大海賊時代の終焉を宣言する。だが、ルフィたちの共闘でバレットは敗れ、計画が失敗したことで大きく取り乱す。そこへサボが現れ銃を向けるが、火拳を受け倒された。その後、革命軍に連行される。
アン
声 - 指原莉乃（ゲスト出演）
海賊万博の歌姫。
そばかすが特徴の天真爛漫な少女。海賊万博ではスペシャルゲストとして招かれ、モデラートのアシスタントとして海賊万博の司会進行を務める。新世界「トンガリ島」出身。誕生日は1月1日。
超人系悪魔の実「ビジョビジョの実」の能力者。触れたものを幻影として出現させることができる。触れたものが写真やイラストでも実物大で出現し、能力者であればその能力もコピーできる。ただし、実体化できる時間は短い。
お宝争奪戦ではモデラートと共に実況する。バレット出現後は革命軍に保護され、サボに頼まれエースの幻影を出現させ、ルフィの船出を援護した。
元は東京ワンピースタワーで上演されているライブショー「ONE PIECE LIVE ATTRACTION "3" 『PHANTOM』」に登場する原作者描き下ろしキャラクターで、ショーのオープニング曲を手掛けた「GReeeeN」をイメージした衣装をまとっている。ライブショーでの声優は早見沙織。
ドナルド・モデラート
声 - 山里亮太（ゲスト出演）
海賊万博の司会者。
義手義足の怪しげな雰囲気だが、陽気かつ的確な実況で盛り上げる。芸達者な一面を持ち「仕切り屋」と呼ばれる。
お宝争奪戦ではアンと共に実況したが、フェスタが自分たちを裏切り海軍を呼び寄せたことに憤慨する。最終的に、海軍に拘束された。
フィッシャーズ海賊団
声 - フィッシャーズ（ゲスト出演）
YouTuber「フィッシャーズ」の7人（シルクロード、ンダホ、マサイ、モトキ、ぺけたん、ダーマ、ザカオ）をモデルにデザインされたキャラクター。
マロン
声 - ロン・モンロウ（ゲスト出演）
海軍将校の女性。
タビ、ホロ
声 - 竹中直人（ゲスト出演）
タビはフェスタの部下、ホロは伝令海兵。
デサン、クロッキー
声 - 山本涼介（デサン）、岩上隼也（クロッキー）
スモーカーに襲いかかったが、返り討ちにされた海賊。
アナウンサーズ海賊団
声 - 柴田平美、千須和侑里子、細田啓信、堤勇高、日野佑希人、藤井弘輝、小川功二、大森万梨乃、河谷麻瑚、坂本剛史、柴田美奈、川島壮雄、岡部楓子、森夏美、加藤雅也、福吉貴文、藤尾悠、新垣泉子、中原理菜、高橋幸
イッパン・オウボ海賊団
声 - 金井杏樹、小山波留、辻本祐佳、渡辺清子、大門桃子、岩崎広暉
ゲスト声優として参加したアナウンサーたちと一般応募当選者が声優を務めるキャラクター。
キャプテン・セブン
「セブン-イレブン」とのタイアップキャラクターであり、隠れキャラ。懸賞金711万ベリー。登場場面は7箇所。

## 用語
海賊万博
何年かに一度突然開催される、巨大な海賊の祭り。本作での開催は約20年ぶり。船・食べ物・情報など、世界中から様々なものが集まる。喧嘩や強盗は咎められないが、万博の情報を海軍に漏らしてはならないことが唯一にして絶対の掟とされている。密告した者は、その場にいる全ての海賊から恨みを買うことになる。
デルタ島
物語の舞台となる島で、「海賊万博」の開催地。中央部に位置する湖を起点にして、島全体が水路で3つに分かれている。中央水道付近のメインエリアには、屋台やアトラクション、海列車駅などが並んでいる。中央湖では「突き上げる海流（ノックアップストリーム）」が発生し、シャボンに覆われた小島が浮かび上がる。島の地下には天然の洞窟があり、フェスタはここをアジトにしている。大海賊時代の少し前、海賊王ロジャーがこの地に宝を隠し、「深く高い暗闇に、われらの答えを葬り去る」という言葉を残したとされている。
『ONE PIECE magazine Vol.7』の記事では、この島は元々無人島だったとの推測が紹介されている。それによれば、大きさは横3km、縦4km程で、人口は約1万人。島の外周は高波や強風の被害が大きいため、人の居住には不向き。肉や魚は獲れるが、野菜は他の島から輸入する必要がある。メインエリア付近は比較的高波の心配が少なく、傾斜も緩い。島外周のくぼんだ海岸付近は危険が高いため、演出のため造られた建物は簡素な造りになっている。
海賊王の宝
海賊王ロジャーがデルタ島に遺したとされる宝で、本作での「海賊万博」の目玉イベントである「宝探し」の賞品。
その正体はラフテルへの「永久指針（エターナルポース）」。かつてロジャー海賊団の船員が、もう一度ラフテルへ向かう際に念のためにと作成したが、「俺たちの冒険は終わったんだ」とロジャーに咎められたうえ、彼によって海に捨てられたのを海王類が丸飲みし、後にこの海王類に食べられたフェスタが腹の中から発見した。最終的には、バレットに勝利したルフィの手によって破壊された。
ガルツバーグ
かつて「偉大なる航路」に存在した軍事国家。軍隊「ガルツフォース」には過去にダグラス・バレットが所属していた。
軍には戦場で最も武勲を上げた者に「メダル」（略綬）が与えられる報奨制度がある。多くの少年兵を抱えているが、生きるための最低限の物資しか与えられず、切り込みの尖兵として地雷原を歩かされる、爆弾を持たされ死線を切り開くなど主に「捨て駒」として扱われている。少年兵は全員「バレット（弾丸）」と呼ばれ、軍は彼らを番号で管理していた。ダグラス・バレットの名前の由来は、「ダグラス部隊所属の9番目の弾丸」である。
31年前、ダグラス・グレイ率いる部隊に所属する最強の少年兵ダグラス・バレットの活躍で、国は勝利に近づく。しかし、バレットの強さを危惧したダグラス将軍はバレットを裏切り抹殺を図る。上官の裏切りに対してバレットは暴れ狂い、たった一人の手によって国は滅亡した。後にこの事件は「ガルツバーグの惨劇」と呼ばれているが、表向きは世界政府の報道規制でなかったことにされている。

## スタッフ
- 原作・監修 - 尾田栄一郎
- 監督 - 大塚隆史
- 脚本 - 冨岡淳広・大塚隆史
- 音楽 - 田中公平
- キャラクターデザイン・総作画監督 - 佐藤雅将
- 美術監督 - 岡本穂高
- 美術設定 - 須江信人
- 色彩設計 - 永井留美子
- CGディレクター - 新井啓介
- 撮影監督 - 和田尚之
- 製作担当 - 稲垣哲雄
- アソシエイトプロデューサー - 土生田高裕、杉田卓、内藤拓真、日高峻
- プロデューサー - 梶本圭、狩野雄太
- 企画 - 小山弘起
- 「ワンピース」製作委員会 
  - フジテレビジョン：臼井裕詞、堀治樹、成戸真知子
  - 東映アニメーション：鷲尾天、高橋陽史、柴田宏明、浮田康平
  - 東映：井上めぐみ、真野友也、鈴木剛大、石川啓
  - 集英社：瓶子吉久、稗田晋、嶋崎崇夫
  - バンダイ：金木勲、柿谷太一朗、中静智夫、西村雄一朗
  - バンダイナムコエンターテインメント：吉崎邦法、山崎秀之、花井雄二朗

## 楽曲

### 主題歌
- 「GONG」

作詞・作曲 - KENTA / 編曲 - WANIMA / 歌 - WANIMA
（unBORDE / ワーナーミュージック・ジャパン）
原作者・尾田と同じ熊本県出身のロックバンド・WANIMAが、本作のために書き下ろした楽曲。

### 劇中カバー曲
- 「ウィーゴー!ウィーアー! 〜STAMPEDE Ver.〜」

作詞 - 藤林聖子 / 作曲・編曲 - 田中公平 / 歌 - きただにひろし
- 「memories 〜STAMPEDE Ver.〜」

作詞 - 大槻真希 / 作曲 - 森純太 / 編曲 - 田中公平
- 「ウィーアー! 〜STAMPEDE Ver.〜」

作曲・編曲 - 田中公平
- 「海賊王になるんだ! 〜STAMPEDE Ver.〜」

作曲・編曲 - 田中公平
- 「A THOUSAND DREAMERS 〜STAMPEDE Ver.〜」

作曲・編曲 - 田中公平
- 「許せないヤツとは、戦え! 〜STAMPEDE Ver.〜」

作曲・編曲 - 田中公平

## 封切り

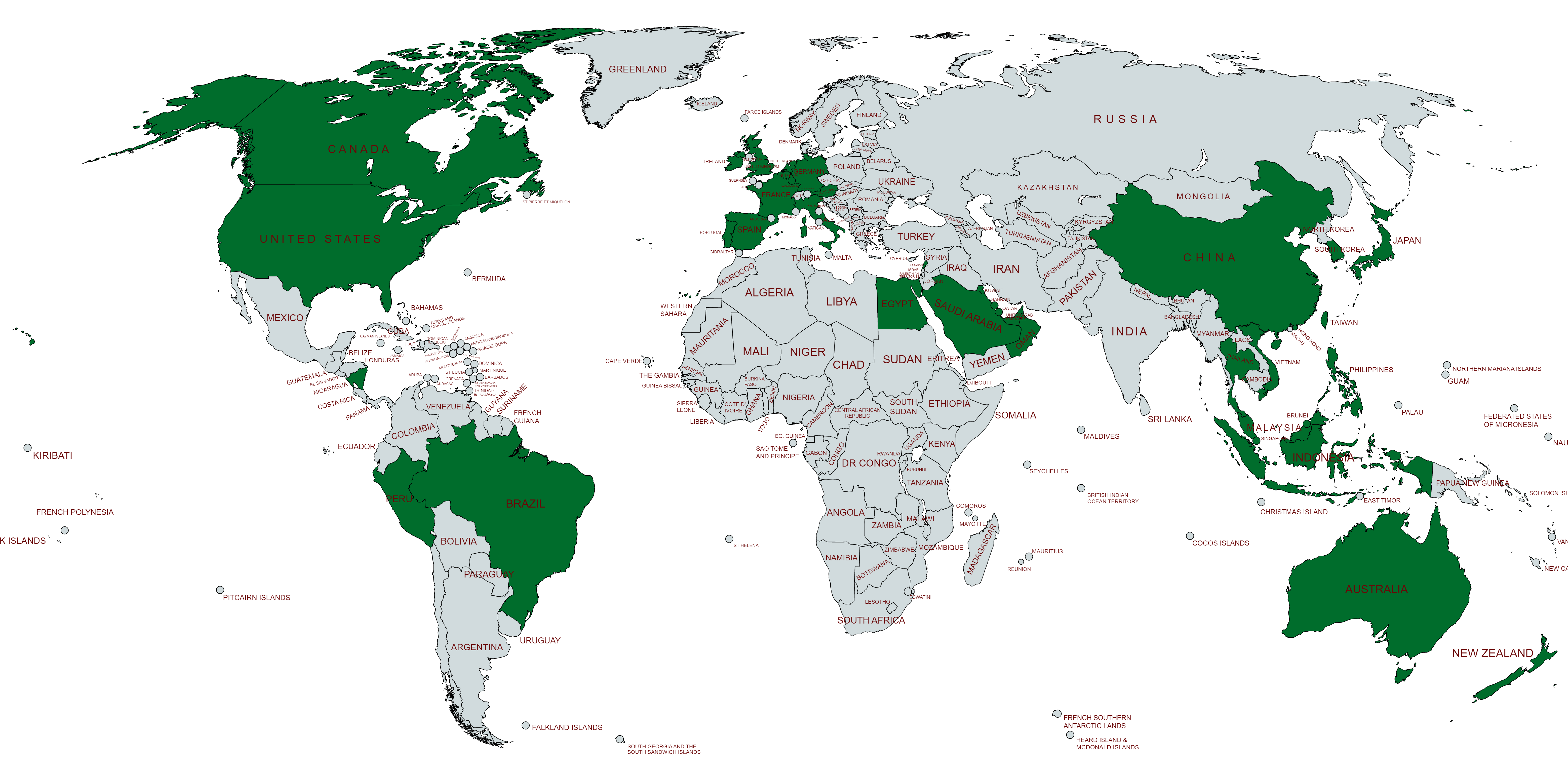
本作が劇場公開された国・地域

2018年8月25日に放送されたスペシャルアニメ『エピソードオブ空島』の放送終了後、映画最新作が2019年夏に公開されることが発表された。2018年12月12日、映画のタイトルと公開日が発表され、特報映像第1弾が公開された。2019年2月21日、第2弾特報が公開され、登場キャラクター・ストーリーが発表された。同年4月11日、第3弾特報・第2弾ポスタービジュアルが公開された。6月4日、原作者描き下ろしポスタービジュアルが公開された。6月14日、主題歌の情報が発表された。6月27日、本予告映像が公開された。
2019年8月23日より、4DX Extreme版「ギア4DXバスターコールエディション」を上映。8月30日より、麦わらの一味の声優陣によるオーディオコメンタリー副音声付き上映が実施された。8月31日より一部劇場で、発声やコスプレが可能な応援上映が実施された。

### 映像ソフト
2020年3月18日、Blu-ray Disc・DVDが発売。通常版「スタンダード・エディション」（1枚組）、初回生産限定「スペシャル・エディション」（1枚組）、初回生産限定「スペシャル・デラックス・エディション」（2枚組）の3種類。初回生産版には、映画に登場した200以上のキャラクターとその登場シーンが網羅されたブックレット等が封入されている。
封入特典（スペシャル・エディション、スペシャル・デラックス・エディション共通）
- 豪華100ページ ブックレット
- ポストカード16枚（麦わらの一味＋共闘メンバー＋映画アニメポスタービジュアル）

封入特典（スペシャル・デラックス・エディションのみ）
- 共闘メンバー アクリルジオラマスタンド
- バレット型スタンピードスタンプ
- 全勢力 旗ステッカー（リスト付き）

音声特典（3種類共通）
- 麦わらの一味声優陣9名によるオーディオコメンタリー（Blu-rayのみ）

映像特典（3種類共通）
- 特報、予告編

ボーナスDVD（スペシャル・デラックス・エディションのみ）
- キッズ海賊万博、公開記念舞台挨拶他イベント
- TVスポット他プロモーション集

### プロモーション

#### 前売り券
プレゼント付き前売り券第1弾
2019年3月1日より発売。原作者書き下ろしイラストを使用した缶バッジ10個が付属する。全国合計10万セットの数量限定。
プレゼント付き前売り券第2弾
2019年4月12日より発売。「海賊万博」参加者たちの名前がプリントされたマフラータオルが付属する。

#### 入場者プレゼント
『ONE PIECE』コミック –巻壱萬八拾九（バンパク）–
入場者プレゼント第1弾。入場者300万人にプレゼントされる。作者描き下ろしの設定資料、バレットとフェスタの人生を記した年表形式の設定資料などが収録されている。
尾田栄一郎描きおろしミニクリアファイル&「ONE PIECE パックマン」
入場者プレゼント第2弾。2019年8月23日より入場者50万人にプレゼントされる。「ONE PIECE パックマン」は期間限定のブラウザゲーム。
劇場版『ONE PIECE STAMPEDE』門外不出NG集+α DVD
入場者プレゼント第3弾。2019年8月30日より入場者50万人にプレゼントされる。映画アフレコのNGシーン集と予告篇の製造過程を収めたDVD。

#### イベント・キャンペーン
ユニバーサル・スタジオ・ジャパン
夏のイベント「ワンピース・プレミア・サマー 2019」において行われる「プレミアショー」は、本作と連動したストーリーとなる。
リアル脱出ゲーム×劇場版『ONE PIECE STAMPEDE』
体験型ゲームイベント「リアル脱出ゲーム」とのコラボレーション企画。2019年7月13日から9月23日まで、東京ドームシティアトラクションズで開催される。
セブン-イレブン
コンビニエンスストア「セブン-イレブン」においてキャンペーンが行われる。劇中にタイアップキャラクター「キャプテン・セブン」が登場する。
日本プロサッカーリーグ（Jリーグ）
サッカー「Jリーグ」とのコラボレーション企画が行われる。

## 評価

### 興行成績
2019年8月9日の公開開始から8月12日までの4日間で興行収入16億4632万1500円・動員数125万4372人を記録し、週末興行収入ランキング（興行通信社調べ）で第1位を獲得。前作『GOLD』と比較し、興収108.4％・動員115.3％といずれも前作を上回った。初日（8月9日）の動員数35万6052人は、発表日時点での2019年公開作品では最高記録となった。公開9日目で興行収入30億5000万円・動員数231万人を突破し、公開9日間での興収30億円突破は、2000年以降の東映配給作品の中では史上最速記録となった。
公開17日目で興行収入41億円・動員数311万人を突破。公開30日目で興行収入50億円・動員数370万人を突破。10月9日時点で興行収入55億円・動員数400万人を突破。
全世界累計興行収入は、2019年11月7日時点で93億円、12月2日時点で98億円、2020年3月14日時点で100億円を突破している。

### 受賞歴
- 第34回ゴールデングロス賞 優秀銀賞[83]
- 第43回日本アカデミー賞 優秀アニメーション作品賞[84]
- 日本商品化権大賞 2019 国内部門[85]

## 映画連動特別編
テレビシリーズで2019年7月28日と8月4日の2週にわたり放送された、映画の前日譚となる特別編。第895話、第896話の全2話。

### ストーリー（特別編）
航行中の麦わらの一味は、最強と呼ばれる賞金首狩り・シードルが率いる軍団「シードル・ギルド」から襲撃を受ける。ルフィたちは応戦するが苦戦し、「風来・バースト」で窮地を脱する。炭酸だらけの島に上陸し、燃料のコーラを探すことにしたルフィだが、その島こそがシードル・ギルドの本拠地であり、コーラは彼らが牛耳っていた。ルフィはボア・ハンコックと再会し、今度開催される「海賊万博」について聞かされる。
2人の前にシードルが立ちふさがり、部下のジンジャー、ガラナと共に攻撃を仕掛ける。シードルは海賊万博に集結する海賊を全滅させようと目論んでおり、手始めに目の前に現れたルフィらの首を狙っていた。「最強装備」を身に纏ったシードルは、万博で因縁のバレットをも倒し、賞金を全て手に入れると勝ち誇るが、ルフィは一蹴する。「ギア3」を発動しとどめを刺したルフィは、シードルが所持していた海賊万博の招待状を手に入れる。一方のハンコックも、ジンジャー、ガラナを打ち負かした。その後無事にコーラを手に入れたルフィは、サニー号で仲間に海賊万博の説明をする。

### オリジナルキャラクター（特別編）

#### シードル・ギルド
炭酸ガスが噴き出る島を支配している賞金稼ぎ集団。家族を人質に取ることで、島の男達を工場で働かせたり、兵士にしたりしている。メンバーは炭酸の力を利用した武器で戦う。
シードル
声 - 田村真
シードル・ギルドの長。炭酸攻撃軍団長。
額に大きな傷がある大男。ダグラス・バレットを目の敵にしており、能力者を「害悪」として嫌っている。海賊万博主催者のブエナ・フェスタからは万博に特別ゲストとして呼ばれている。笑い声は「シュワワワワ」。
炭酸の噴き出る島に訪れたルフィとハンコックの殺害を命じ、2人が工場へ向かっているという報告を受けると、直接手を下すべく、部下と共に2人の前に現れ、ルフィと交戦する。「最強装備」を身につけてルフィを追い詰めていくが、最後は「ゴムゴムの象銃」を受けて敗北した。
ジンジャー
声 - 宮澤正
シードルの部下。炭酸銃撃団突撃隊長。
噴射機付きの樽を2つ背負っている、ドレッドヘアの男。笑い声は「ジャジャジャ」。語尾に「じゃい」を付ける。
麦わらの一味を部下と共に炭酸魚雷などを用いて襲撃。一度は逃げられたものの、炭酸の噴き出る島にコーラの買い出しに来たルフィと再会し退ける。その後入浴中のハンコックを襲撃するが、そこにいたルフィもろとも取り逃がしてしまった。ルフィとシードルの交戦が始まると、ガラナと共にハンコックを足止めすべく立ちはだかるが、「芳香脚」を受けて石化した。

ガラナ
声 - 佐藤聡美
シードルの部下。炭酸剣戟団斬込隊長。
短髪の女性。背負った樽から噴射した炭酸水を刃とする、「炭酸流水剣」を武器としている。
麦わらの一味をジンジャーらと共に狙うが、逃げられる。島に戻ると、シードルにハンコックの訪問やルフィの動向を報告する。自らも戦闘に参加するが、ハンコックに石化させられる。

#### その他
カラメル
声 - 江森浩子
炭酸の噴き出る島に住む、フードを被った緑色の髪の老婆。「フタコブカバ」に乗っている。ルフィからは「ラムネのおばちゃん」と呼ばれる。ルフィに工場の場所を教えた。後に工場に連れ去られていた者達と再会する。

## テレビ放映
| 回数 | テレビ局   | 放送枠         | 放送日       | 放送時間      | 放送分数 | 平均世帯 視聴率 | 備考                                                        |
| ---- | ---------- | -------------- | ------------ | ------------- | -------- | --------------- | ----------------------------------------------------------- |
| 1    | フジテレビ | 土曜プレミアム | 2022年8月6日 | 21:00 - 23:10 | 130分    | 6.7%            | 『ONE PIECE FILM RED』公開記念で放送。 一部カット版で放送。 |

- 放送日時・時間はいずれも日本標準時（JST）。視聴率はフジテレビビデオリサーチ調べ、関東地区・世帯・リアルタイム。